# Xian de Tongde
Le xian de Tongde (同德县 ; pinyin : Tóngdé Xiàn) est un district administratif de la province du Qinghai en Chine. Il est placé sous la juridiction de la préfecture autonome tibétaine de Hainan.

## Histoire
Le 16 mars 2012 près d'un millier de Tibétains ont manifesté afin de demander la libération de moines arrêtés pour avoir hissé un drapeau tibétain.

## Démographie
La population du district était de 46 920 habitants en 1999.